# Maison Carrée

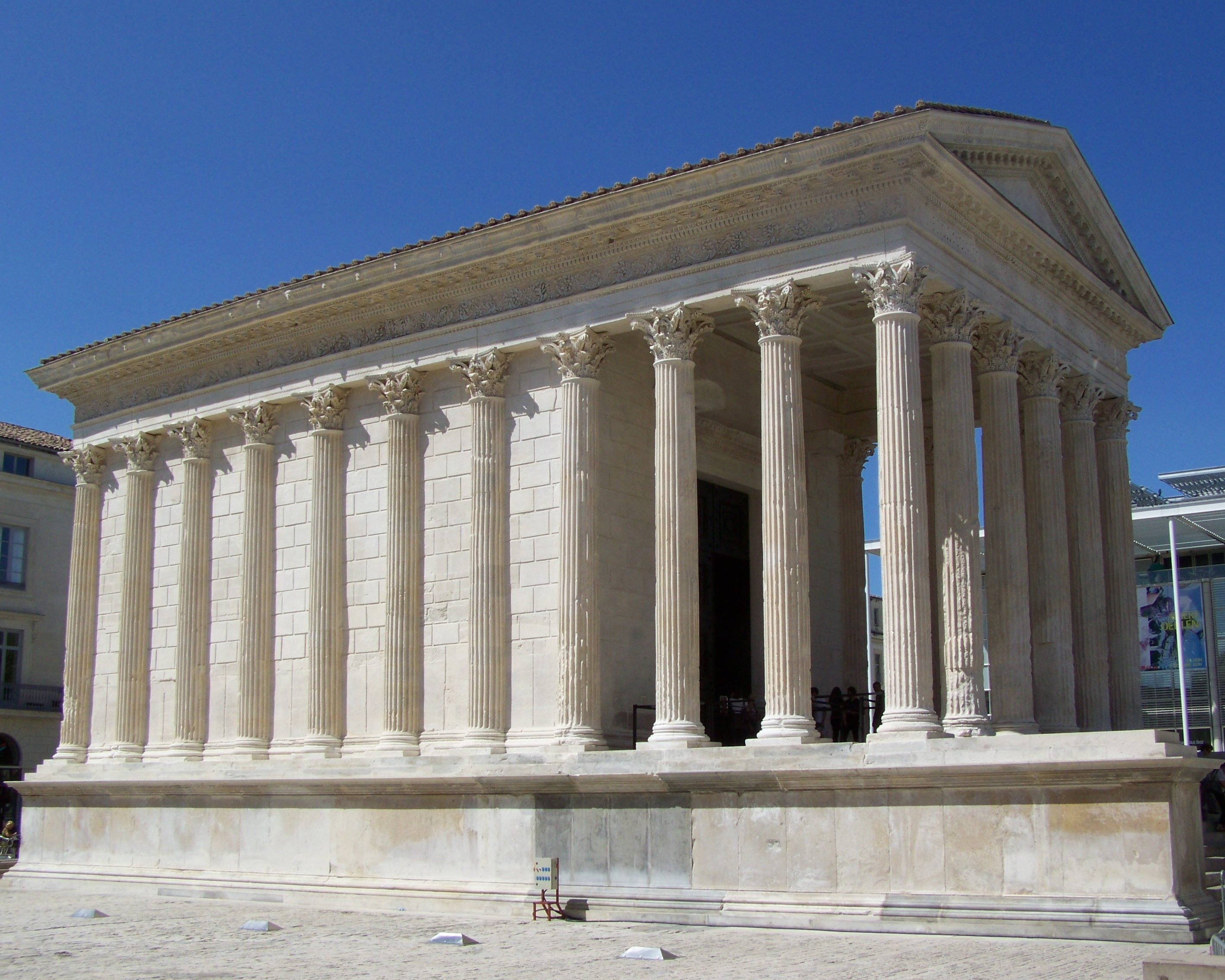
Maison Carrée.

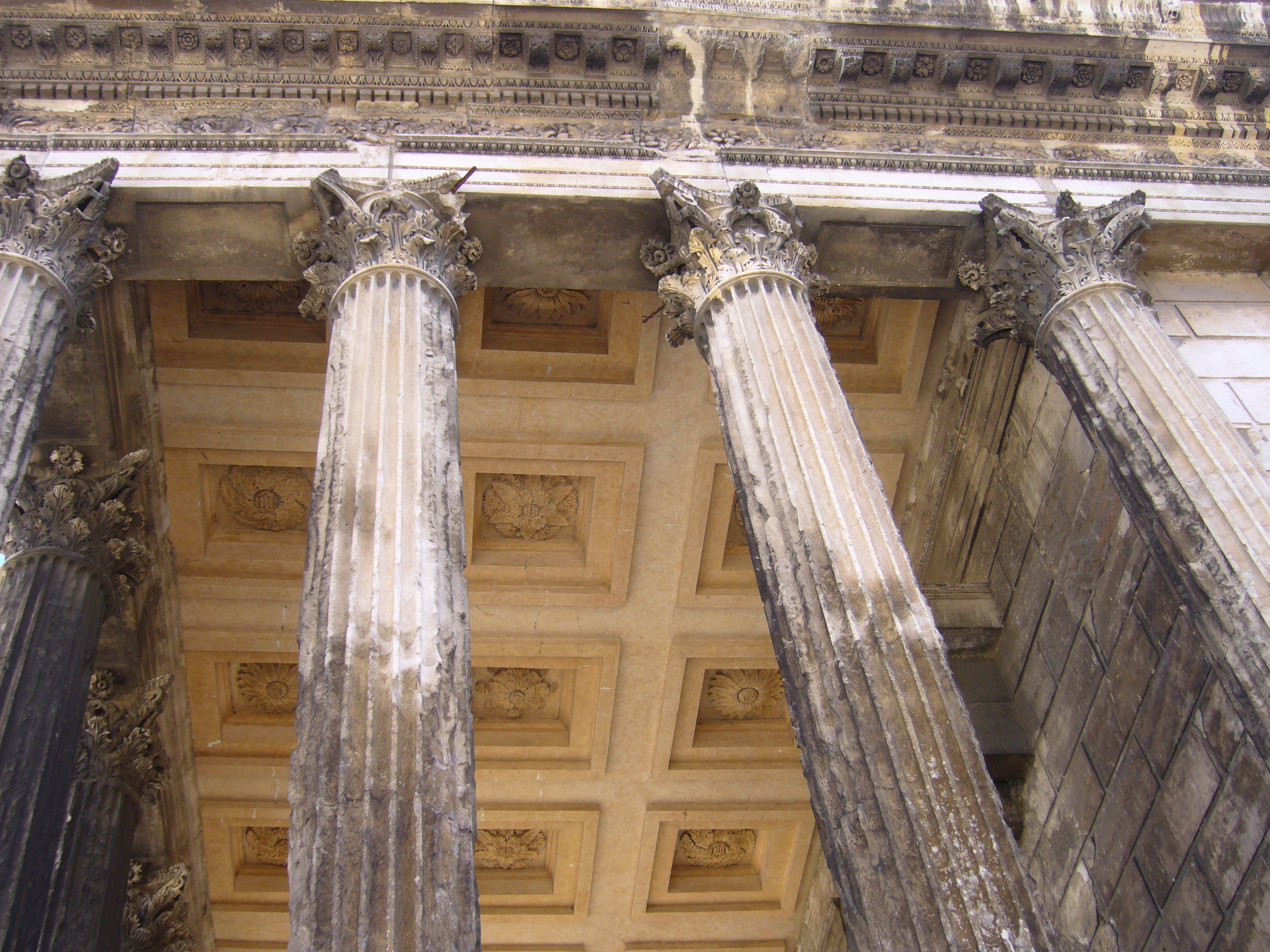
Detalj av portiken.

Maison Carrée i Nîmes i södra Frankrike är ett av de bäst bevarade romerska templen. 
Maison Carrée uppfördes år 19 f.Kr. av Marcus Vipsanius Agrippa, som också lät bygga Pantheon i Rom. Han dedicerade det till sina två söner Gaius och Lucius, Augustus arvtagare, och templet tillägnades alltså kejsarkulten.   Orsaken till att templet har bevarats så väl är framförallt att det ombildades till en kristen kyrka på 300-talet.
Templet som på typiskt romerskt manér placerats på en hög sockel med trappa i ena kortänden, dominerar torget intill. Det är dubbelt så långt som brett och dess portik upptar en tredjedel av byggnadens längd. Templet är en hexastyl, det vill säga det har sex kolonner i fronten med 13 fristående eller engagerade kolonner på långsidan.
Inskrifter knyter templet till den kejserliga familjen, och templet skapades troligen av en romersk arkitekt. Cellan eller kultrummet placerades långt bak på templets podium. Fasaderna är nästan intakta och uppvisar korintiska kolonner i deras romerska dekorativa variant, som bar upp ett rikt skulpterat entablement.
I Provence i södra Frankrike fanns många kolonier som grundats av Caesar och befolkats av pensionerade romerska soldater och som på många sätt var mera romerska än Rom. Städerna i dessa kolonier, byggda med romerska rikets medel, var påkostade och templen var lika praktfulla som templen i Rom.
Maison Carrée gav inspiration till den nyklassicistiska kyrkan La Madeleine i Paris (1807–1842).